# Saint-Renan
Saint-Renan (in bretone Lokournan) è un comune francese di 7 677 abitanti situato nel dipartimento del Finistère nella regione della Bretagna.

## Il nome
Il nome del comune deriva da San Ronano, un eremita irlandese che nel V secolo giunse in Bretagna per evangelizzare la regione.

## Società

### Evoluzione demografica
Abitanti censiti